# DS Leonis
DS Leonis (DS Leo / Gliese 410 / HD 95650 / HIP 53985) es una estrella en la constelación de Leo de magnitud aparente +9,69. Se encuentra a 38,0 años luz de distancia del sistema solar.
DS Leonis es una enana roja de tipo espectral M0.5V. Catalogada como variable BY Draconis, muestra una fluctuación en su brillo de 0,05 magnitudes.
Su radio equivale al 52 % del radio solar, y gira sobre sí misma con una velocidad de rotación de 2 km/s —teniendo en cuenta que este es un valor mínimo—, implicando un período de rotación igual o inferior a 14 días.
El estudio de su variabilidad fotométrica indica que dicha variabilidad es cíclica en períodos de 13,99 y 15,71 días, por lo que su origen se relaciona con la rotación estelar, asociada a rotación diferencial superficial (que modula el período fotométrico observado al migrar las manchas estelares a diferentes latitudes).
La temperatura superficial de DS Leonis es de 3840 K y tiene una masa de 0,58 masas solares.
Su luminosidad —incluyendo una considerable parte de su energía emitida como radiación infrarroja— corresponde al 5,7 % de la luminosidad solar.
Es una estrella joven con una edad aproximada de 370 millones de años.
Las estrellas conocidas más cercanas a DS Leonis son Gliese 403 y Gliese 414, situadas respectivamente a 5,7 y 5,9 años luz de distancia.
Asimismo, DS Leonis forma parte de la corriente de estrellas de la asociación estelar de la Osa Mayor, amplio grupo que incluye estrellas más conocidas como Aldhafera (ζ Leonis), π1 Ursae Majoris, ρ Cygni o γ Microscoscopii.